# Museo de arte de Sharjah
El Museo de arte de Sharjah es un museo de arte en la ciudad de Sharjah, en el emirato del mismo nombre en el país asiático de los Emiratos Árabes Unidos.
El museo fue inaugurado en abril de 1997 durante la tercera Bienal Internacional de arte de Sharjah. Tiene una superficie total de 111.000 m², con galerías en dos plantas y un estacionamiento subterráneo debajo de ella. El museo es una de las principales instituciones en el Área de Arte de la ciudad de Sharjah.